# János Baranyai
János Baranyai (ur. 24 czerwca 1984 w Oroszlánach) – węgierski sztangista.

## Kariera
Uczestnik Mistrzostw Świata w Podnoszeniu Ciężarów w roku 2006 i 2007 w kategorii do 77 kg.

### Igrzyska olimpijskie
Podczas 29. Igrzysk Olimpijskich w Pekinie Baranyai doznał poważnej kontuzji. W trakcie próby wyrwania 148 kg zawodnik złamał łokieć prawej ręki.